# Xenocopsychus ansorgei
Xenocopsychus ansorgei là một loài chim trong họ Muscicapidae.